# Bulbophyllum bicoloratum
Bulbophyllum bicoloratum là một loài phong lan thuộc chi Bulbophyllum.

## Hình ảnh

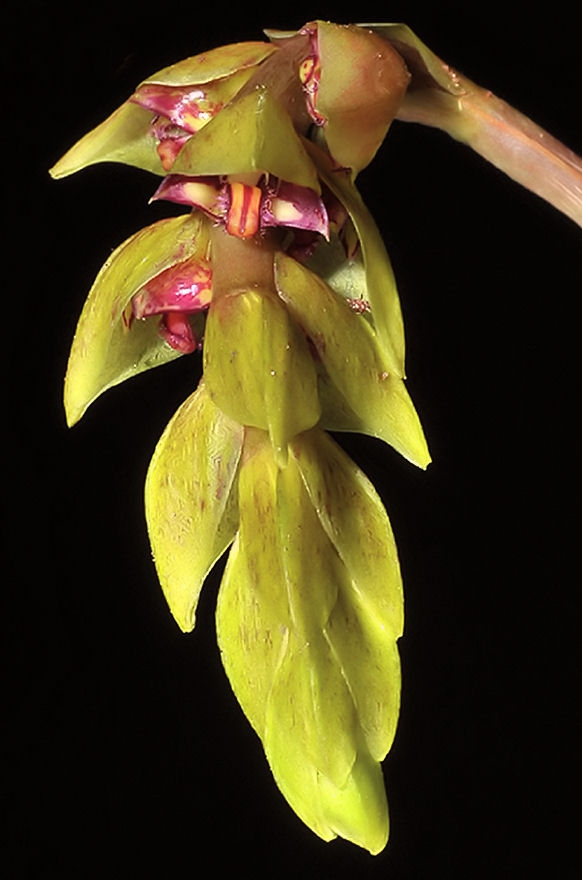